# Día Internacional de los Trópicos
El Día Internacional de los Trópicos es una jornada que se celebra anualmente el 29 de junio desde 2017, establecida por la Asamblea General de las Naciones Unidas (AGNU) en 2016.

## Proclamación
El Día Internacional de los Trópicos fue establecido oficialmente por AGNU el 14 de junio de 2016 en base al primer Informe sobre el Estado de los Trópicos de 29 de junio del 2014, elaborado por doce centros de investigación especializados en temas tropicales y presentado a la Asamblea por la Nobel de la paz, Aung San Suu Kyi. El objetivo es sensibilizar sobre los desafíos de las zonas tropicales y la importancia de su papel en los Objetivos de Desarrollo Sostenible.

## Celebración
Se celebra el 29 de junio, fecha que coincide con la publicación del primer Informe sobre el Estado de los Trópicos. La primera celebración oficial tuvo lugar en 2017. Este día se dedica a evaluar progresos, compartir experiencias, y reconocer la diversidad, recursos y potencial de la región tropical.

## Temas
- 2017: Loss of biodiversity is greater in the Tropics than in the rest of the world[5]
- 2018: Preserving Tropical Forests Key to Tackle Climate Change[6]
- 2019: Cuarta celebración[7]
- 2020: The Future Belongs to the Tropics,[8][9] ('El futuro le pertenece a las zonas tropicales')
- 2021: Hacia un futuro mejor para el planeta[10]
- 2022: Séptima celebración[11]
- 2023: El futuro le pertenece a las zonas tropicales[12]